# Mr. Right
Pour plus de détails, voir Fiche technique et Distribution.
Mr. Right, ou Le Bon Gars au Québec, est une comédie d’action américaine réalisée par Paco Cabezas (en) et sortie en 2016 au cinéma.
Avant sa sortie en salles en 2016, le film a été diffusé en avant-première au festival international du film de Toronto 2015.

## Synopsis
Déçue par l’amour, Martha est une femme excentrique au bord de la crise de nerfs. Mais quand elle fait la rencontre d’un homme dans un supermarché, c’est le coup de foudre. Mais ce qu’elle ignore, c’est que cet homme qu’elle surnomme Mr. Right est un ancien tueur à gages qui s’est donné pour mission de tuer toutes les personnes l’ayant engagé par le passé.

## Fiche technique
Sauf indication contraire, les informations mentionnées dans cette section peuvent être confirmées par la base de données cinématographiques IMDb,  présente dans la section « Liens externes ».
- Titre : Mr. Right
- Titre québécois : Le Bon Gars
- Réalisation : Paco Cabezas (en)
- Scénario : Max Landis
- Décors : Monique Champagne
- Costumes : Jillian Kreiner
- Musiques : Aaron Zigman
- Casting : Orly Sitowitz
- Photographie : Daniel Aranyó
- Montage : Tom Wilson
- Production : Bradley Gallo, Michael A. Helfant, Rick Jacobs et Lawrence Mattis
- Sociétés de production : Amasia Entertainment, Circle of Confusion et 3311 Productions
- Sociétés de distribution :
  - États-Unis : Focus World
  - France : Netflix France (VOD)
- Pays d’origine :  États-Unis
- Langue originale : anglais
- Format : couleur - 35 mm - 1,85:1 - son Dolby numérique
- Genre : Comédie romantique et action
- Durée : 92 minutes
- Dates de sortie : 
  - États-Unis : 19 septembre 2015 (Festival international du film de Toronto 2015) ; 8 avril 2016 (sortie cinéma limitée + sortie VOD)
  - Belgique : 15 avril 2016
  - Suisse : 30 avril 2016
  - France : 1er mai 2016 (sur Netflix France)

## Distribution
- Sam Rockwell (VF : Guillaume Lebon ; VQ : Gilbert Lachance) : Francis « Mr. Right » Moench
- Anna Kendrick (VF : Karine Foviau ; VQ : Catherine Bonneau) : Martha McKay
- Tim Roth (VF : Nicolas Marié ; VQ : Sébastien Dhavernas) : Ed Hopper / Leonard Knoxx / Reynolds
- RZA (VF : Namakan Koné ; VQ : Benoît Rousseau) : Shotgun Steve
- James Ransone (VF : Alexis Victor) : Von « Vini » Cartigan
- Anson Mount (VF : Laurent Mantel ; VQ : Jean-François Beaupré) : Richard « Ritchie » Cartigan
- Katie Nehra (VF : Barbara Kelsch ; VQ : Hélène Mondoux) : Sophie
- Michael Eklund (VF : Valentin Merlet) : Johnny Moon
- Douglas M. Griffin (VF : Serge Biavan) : le lieutenant Gus Patrick
- Jaiden Kaine (VF : David Mandineau ; VQ : Daniel Picard) : Bruce
- Wendy McColm (VF : Marie Chevalot) : Julia
- Ross Gallo (VF : François Santucci) : Jeff
- Luis Da Silva Jr. (VF : Antoine Fleury) : Espinoza

 Source et légende : version française (VF) sur RS Doublage

## Production
C’est en 2011 que le projet a été annoncé par le magazine Variety. Il est annoncé que le film sera réalisé par Paco Cabezas d’après un scénario de Max Landis.
En mai 2014, Sam Rockwell et Anna Kendrick rejoignent la distribution pour les deux rôles principaux. Ils sont rejoints ensuite par le rappeur RZA, puis par Tim Roth et James Ransone. Quelques jours après, Anson Mount, Michael Eklund et Katie Nehra viennent compléter la distribution.
Le tournage a commencé le 13 octobre 2014 à la Nouvelle-Orléans et a duré sept semaines.

## Accueil

### Box-office
En plus d’être un film indépendant, Mr. Right a bénéficié d’une sortie cinéma limitée à quelques salles et d’une sortie en vidéo à la demande en simultané aux États-Unis. Dans le monde, il est sorti directement sur le service Netflix dans la plupart des pays ; il récolte donc seulement 239 506 $ au box-office international.

### Accueil critique
Le film a reçu des critiques mitigées, recueillant 40 % de critiques positives, avec une note moyenne de 4,7/10 sur la base de 35 critiques collectées sur le site agrégateur de critiques Rotten Tomatoes. Sur Metacritic, il obtient un score de 51/100 sur la base de 16 critiques collectées. Il est bien reçu sur Netflix, obtenant 4 étoiles sur 5.

## Distinctions

### Nominations
- Teen Choice Awards 2016 :
  - Meilleur film de comédie